# Video from Hell
A Video From Hell Frank Zappa 1987 januárjában megjelent, a kiadni tervezett videókiadványait bemutató, zenés klipekből és beszélgetésekből álló, inkább egy tévéműsor szerkezetét követő videója.

## A videóról
A videó a bevezető feliratok szerint "Előzetes a HONKER HOME VIDEO legújabb kiadványairól – zene és videókoncepció: Frank Zappa". A kazetta címoldalán ez olvasható: "Mi történne ha a tévé mindig ilyen lenne?" A műsorban egyes dalok videóklipjeit láthatjuk, illetve részleteket a készülő "Uncle Meat" című filmből, a "Baby Snakes"-ből, a zenei részeket, interjúk, beszélgetések vagy bírósági meghallgatások szakítják meg. DVD-n azóta sem jelent meg.

## A videó programja
- 0:00:00 Video From Hell – Bruce Bickford animációi, 1974-78 körül
- 0:00:28 G-Spot Tornado – a Jazz From Hell-ről
- 0:03:41 ("From Hell") – •Sigma TV interjú, 1986, december 19.
- 0:04:39 St. Etienne – a Jazz From Hell-ről, Thomas Nordegg amatőr felvétele
- 0:11:00 ("Another Guitar Box")
- 0:11:15 Stevie's Spanking – a YCDTOSA vol. 4-ről
- 0:19:52 (Video-Obsessive)
- 0:21:33 You Are What You Is – videóklip
- 0:25:51 (Uncle Meat Excerpt #1)
- 0:26:28 Night School – videóklip
- 0:31:12 (Uncle Meat Excerpt #2)
- 0:33:14 Dog Breath, In The Year Of The Plague – az Uncle Meat-ből
- 0:35:17 (In Adelaide Tonight, 1973)
- 0:40:27 King Kong – The Palladium, NYC, 1977 október, a Baby Snakes-ből
- 0:41:53 Mother People –  1969, Mothorhead Sherwood videója, a We’re Only in It for the Money-ról
- 0:43:35 (Uncle Meat Excerpt #3)
- 0:45:32 Mr. Green Genes – a Garrick színházból, 1967, az Uncle Meat-ből
- 0:48:26 ("The Brains Of Our P.A. System")
- 0:48:45 King Kong – 1982. a YCDTOSA vol 3-ról
- 0:53:02 (An American Dissident Excerpt)
- 0:59:52 Bogus Pomp – a London Symphony Orchestra, Vol. 2-ről

## Külső hivatkozások
- Információk Archiválva 2009. április 13-i dátummal a Wayback Machine-ben – az Information Is Not Knowledge oldalról
- A videó teljes szövegkönyve – az Information Is Not Knowledge oldalról